# Winchcombe
Winchcombe – miasto i civil parish w Wielkiej Brytanii, w Anglii, w hrabstwie Gloucestershire, w dystrykcie Tewkesbury. Położone jest ono w okolicach wzgórz Cotswold. W 2011 roku civil parish liczyła 4538 mieszkańców. Winchcombe jest wspomniana w Domesday Book (1086) jako Wicecombe/Wicelcumbe/Wincelcumbe.